# Volume sistólico
Em fisiologia cardiovascular, o  volume sistólico (VS) ou volume sistólico de ejeção é o volume de sangue bombeado pelo  ventrículo cardíaco esquerdo por batimento. O volume sistólico é calculado usando medidas volumétricas de ecocardiograma e tomando o volume de sangue no ventrículo ao fim da contração (denominado volume sistólico final) e subtraindo o volume logo antes do início (chamado de volume diastólico final). O termo volume sistólico  pode se referir a ambos ventrículos cardíacos, mas é normalmente utilizado em relação ao ventrículos esquerdo. Os volumes sistólicos para cada ventrículo são geralmente iguais, sendo ambos cerca de 70 mL em um homem saudável de 70 kg.
O volume sistólico é um determinante chave do débito cardíaco, que é o produto do volume sistólico pela frequência cardíaca, sendo usado também para o cálculo da fração de ejeção (volume sistólico de ejeção divido por volume diastólico final). Como o volume sistólico pode diminuir em algumas doenças, como  a insuficiência cardíaca, ele é correlaciona-se com funcionamento cardíaco adequado.

## Cálculo
| Volumes Ventriculares                                               | Volumes Ventriculares | Volumes Ventriculares     |
| Medida                                                              | Ventrículo Direito    | Ventrículo Esquerdo       |
| ------------------------------------------------------------------- | --------------------- | ------------------------- |
| Volume Diastólico Final (VDF)                                       | 144 mL(± 23mL)        | 142 mL (± 21 mL)          |
| Volume Diastólico final (VDF) / Área de Superfície Corporal (mL/m2) | 78 (± 11 )            | 78 (± 8.8)                |
| Volume Sistólico Final (VSF)                                        | 50 mL (± 14 mL)       | 47 mL (± 10 mL)           |
| Volume Sistólico Final (VSF) / Área de Superfície Corporal (mL/m2)  | 27 (± 7 )             | 26 (± 5.1)                |
| Volume Sistólico (VS)                                               | 94 mL (± 15 mL)       | 95 mL (± 14 mL)           |
| Volume Sistólico (VS) / Área de Superfície Corporal (mL/m2)         | 51 mL (± 7 mL)        | 52 mL (± 6.2 mL)          |
| Fração de Ejeção (Ef)                                               | 66% (± 6%)            | 67% (± 4.6%)              |
| Frequência cardíaca(FC)                                             | 60–100 bpm            | 60–100 Batidas por minuto |
| Débito Cardíaco (DC)                                                | 5.25 L/minuto         | 4.0–8.0 L/minuto          |

O valor do VS  é obtido pela subtração do volume diastólico final (VDF) pelo  volume sistólico final (VSF) para um dado ventrículo. A equação abaixo usa as abreviações em inglês (VS para volume sistólico, EDV para volume diastólico final e ESV para volume sistólico final.
{\displaystyle SV=EDV-ESV}
Em um homem saudável de 70 kg, o VDF é de aproximadamente 120 ml e o VSF é de aproximadamente 50 ml, dando uma diferença de 70 ml, o volume sistólico de ejeção.
O "trabalho sistólico" é o trabalho cardíaco, correspondente à área em um gráfico pressão sanguínea x volume ventricular.

## Determinantes
Homens, em média, têm volumes sistólicos mais elevados do que as mulheres,  devido ao maior tamanho médio do coração. No entanto, o volume sistólico depende de outros fatores, como contratilidade, duração da contração, pré-carga (e volume diastólico final) e pós-carga.

### Exercício físico
Exercícios aeróbicos prolongados também podem aumentar o volume de ejeção, o que frequentemente resulta em um menor freqüência cardíaca (de repouso). A redução da frequência cardíaca prolonga a diástole ventricular (enchimento), aumentando o volume diastólico final e, finalmente, permitindo que mais sangue seja ejetado.

### Pré-carga
O volume sistólico de ejeção é intrinsecamente controlado pela pré-carga (grosso modo, o grau em que os ventrículos são esticados antes da contratação). Um aumento no volume ou na velocidade do retorno venoso aumentará a pré-carga e, por meio do mecanismo de Frank-Starling, irá aumentar a contração e o volume de ejeção. A diminuição do retorno venoso tem efeito contrário, causando uma redução no volume sistólico.

### Pós-carga
O aumento da pós-carga (comumente medida como a pressão aórtica durante a sístole) reduz o volume sistólico. Embora não afete normalmente o volume sistólico em indivíduos saudáveis, o aumento da pós-carga irá dificultar a ejeção de sangue pelos, o que pode reduzir o volume sistólico. O aumento da pós-carga pode ser encontrado em casos de estenose aórtica e hipertensão arterial.

### Índice de Volume Sistólico
Semelhante ao índice cardíaco, o índice de volume sistólico (SVI) é um método que leva em consideração o  volume sistólico de ejeção  em relação ao tamanho área de superfície corporal.
{\displaystyle SVI={SV \over BSA}={(CO/HR) \over BSA}={CO \over {HR\times BSA}}}
Na equação acima (siglas em inglês)ː̈
- SV I = Índice de Volume Sistólico(Stroke Volume Index);
- SV = volume sistólico (Stroke Volume);
- BSA = Área de Superfície Corporal (Body Surface Area);

̈* CO = Débito Cardíaco (Cardiac Output);
- HR = Frequência Cardíaca (Heart Rate)